# Spirometrie
Spirometria (spiro - respirație, metria - măsurare) este o metodă de studiere a funcției respirației externe, care include măsurarea volumului și vitezei respirației.
În spirometrie au loc următoarele teste ale indicilor vitali:
- Respirație calmă
- Expirație forțat
- Ventilarea pulmonară maximă
- Teste funcționale (bronhodilatatoare, remedii provocatoare etc.)

Dispozitivul cu care se efectuează spirometria se numește spirometru. Spirometria este utilizată pentru a diagnostica boli precum astmul bronșic, BPOC, precum și pentru a evalua starea aparatului respirator în condiții normale sau diferite patologii.

## Metoda de efectuare a spirometriei
Până la apariția tehnicii digitale, erau vast răspândite spirometrele mecanice, mai des cele pe bază de apă. În ele, aerul inspirat era condus într-un cilindru ce era plasat într-un vas cu apă. În momentul expirului, cilindrul se deplasa în sus împreună cu dispozitivul ce efectua măsurările necesare. Măsurările se indicau pe o foaie ce era într-o continuă mișcare, în formă de grafic.
În momentul dat se folosesc instrumente digitale, ce sunt constituite dintr-un senzor ce măsoară fluxul de aer și dispozitivul electronic, care transformă indicii măsurați de senzori în forma digitală și efectuează măsurile necesare.
Sunt la fel și produse o mulțime de spirometre computerizate, în care toate măsurările și analizele sunt efectuate de un computer personal.

## Indicii principali care sunt monitorizați în timpul efectuării spirometriei
VVP – Volumul vital al plămânilor. Se măsoară diferența între volumul de aer maxim insipirat și expirat.
VRe – Volumul respirator. Volumul de aer ce este inspirat și expirat în timpul unei respirații calme.
FVC (capacitate vitală forțată) - volumul maxim de aer ce poate fi expirat printr-o manevră forțată.
FEV 1 (Volum de expir forțat) - volumul expirat în prima secundă a unui expir maximal ce urmează unui inspir maximal, furnizând informații despre cât de repede pot fi goliți plămânii.
FEV1/FVC: FEV1 exprimat ca procentaj din FVC dă o indicație clinică utilă a gradului de limitare a fluxului de aer.